# Mortes em setembro de 2017
Mortes em 2017: ← Janeiro – Fevereiro – Março – Abril – Maio – Junho – Julho – Agosto – Setembro – Outubro – Novembro – Dezembro →
Esta é uma relação de pessoas notáveis que morreram durante o mês de setembro de 2017, listando nome, nacionalidade, ocupação e ano de nascimento.

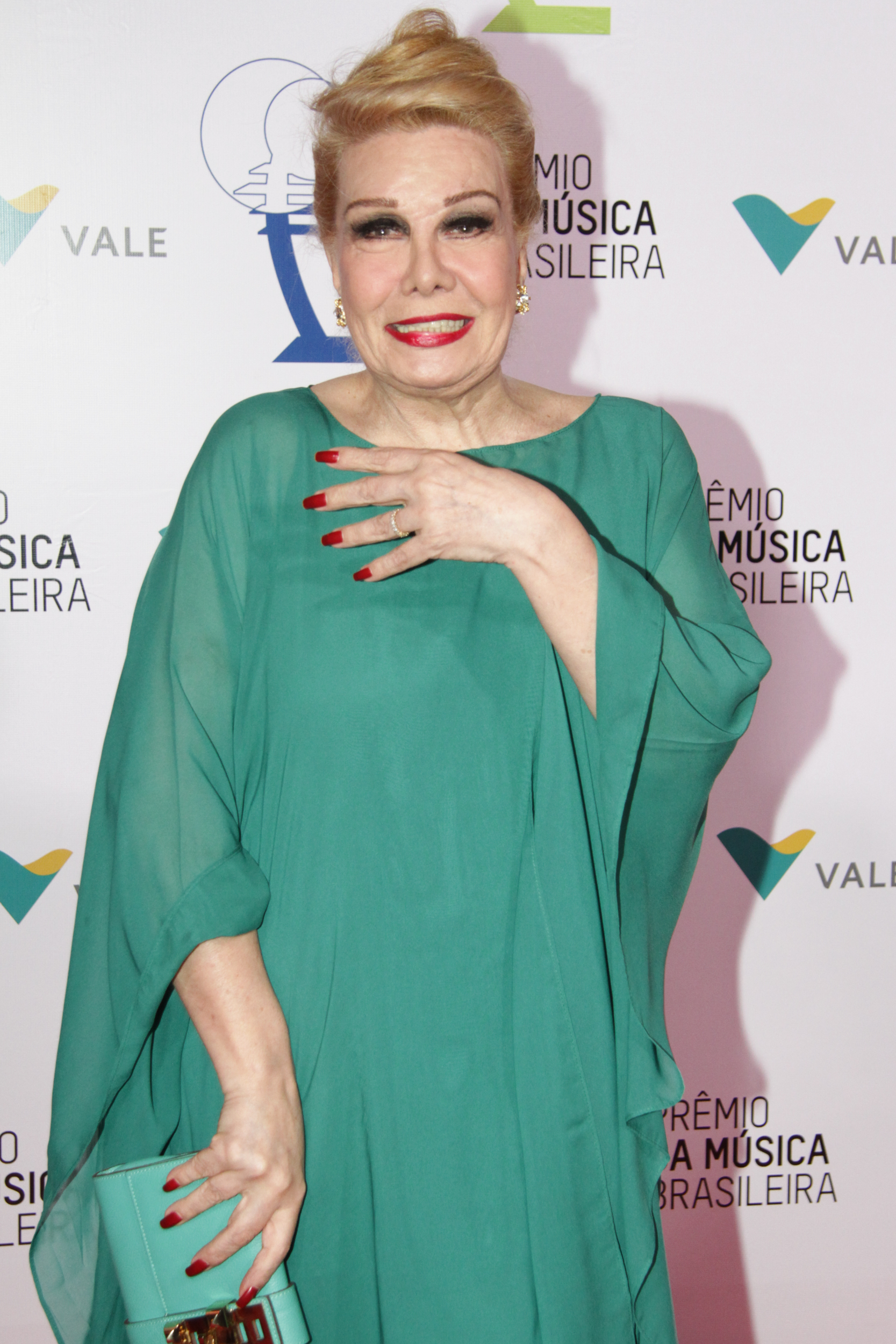
Rogéria, atriz brasileira

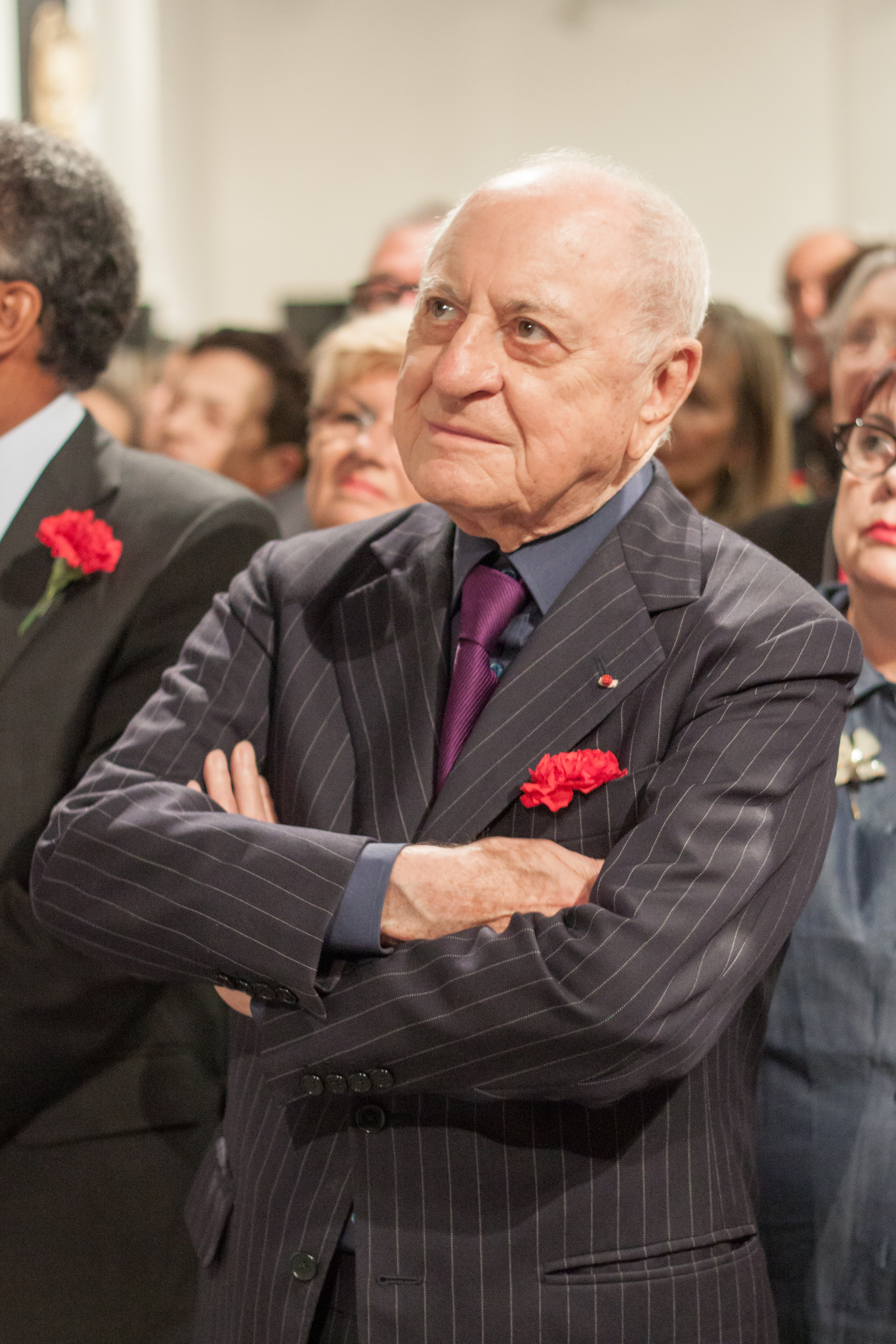
Pierre Bergé, empresário francês

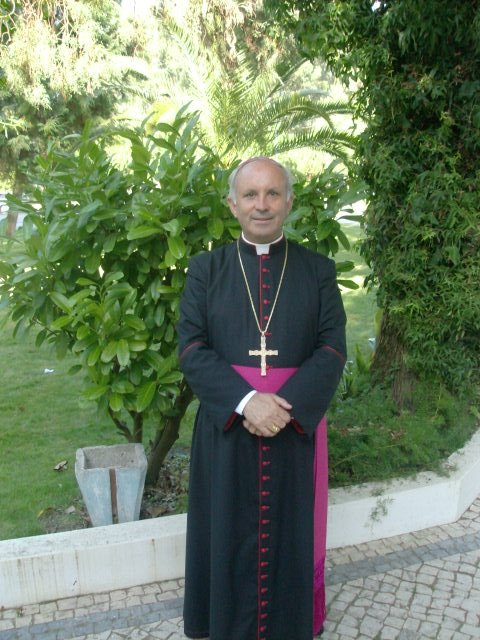
António Francisco dos Santos, bispo português.

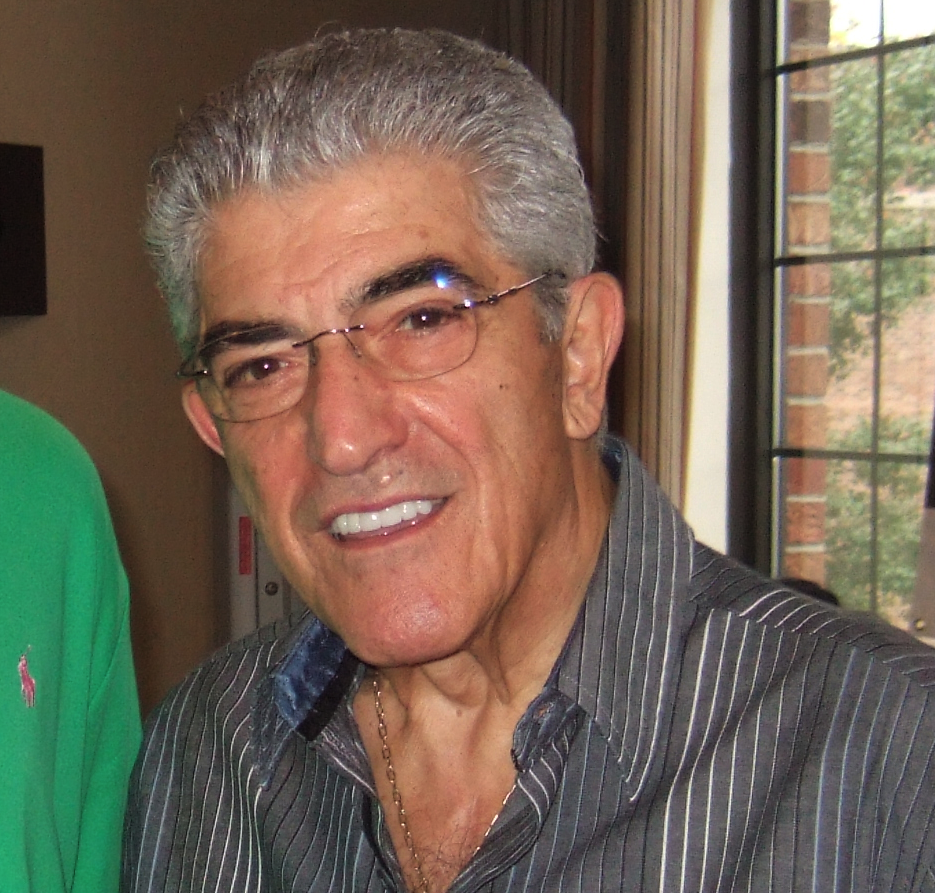
Frank Vincent, ator norte-americano

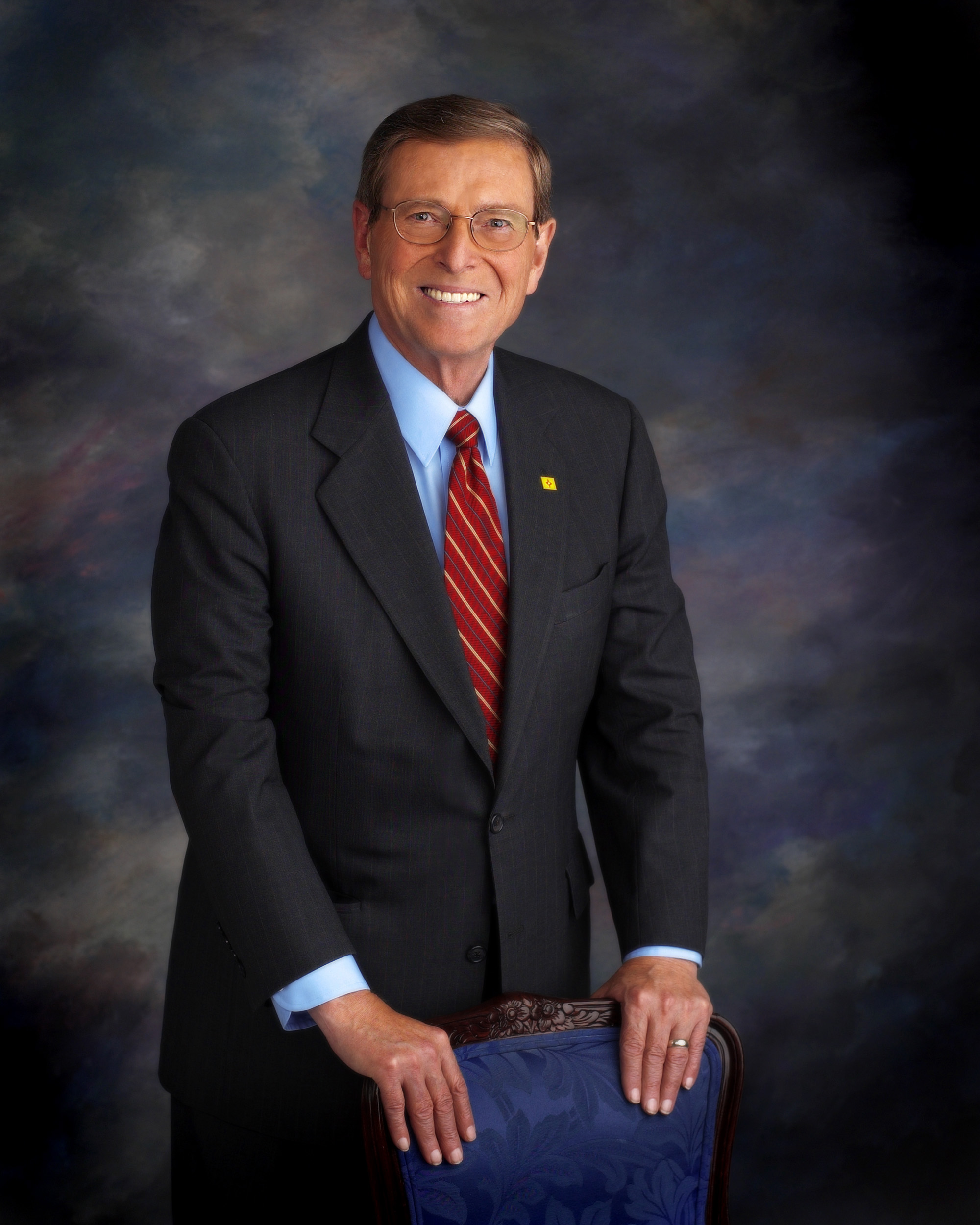
Pete Domenici, político norte-americano

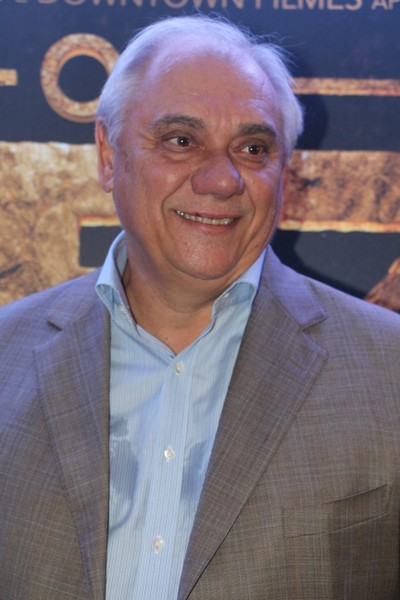
Marcelo Rezende, jornalista brasileiro

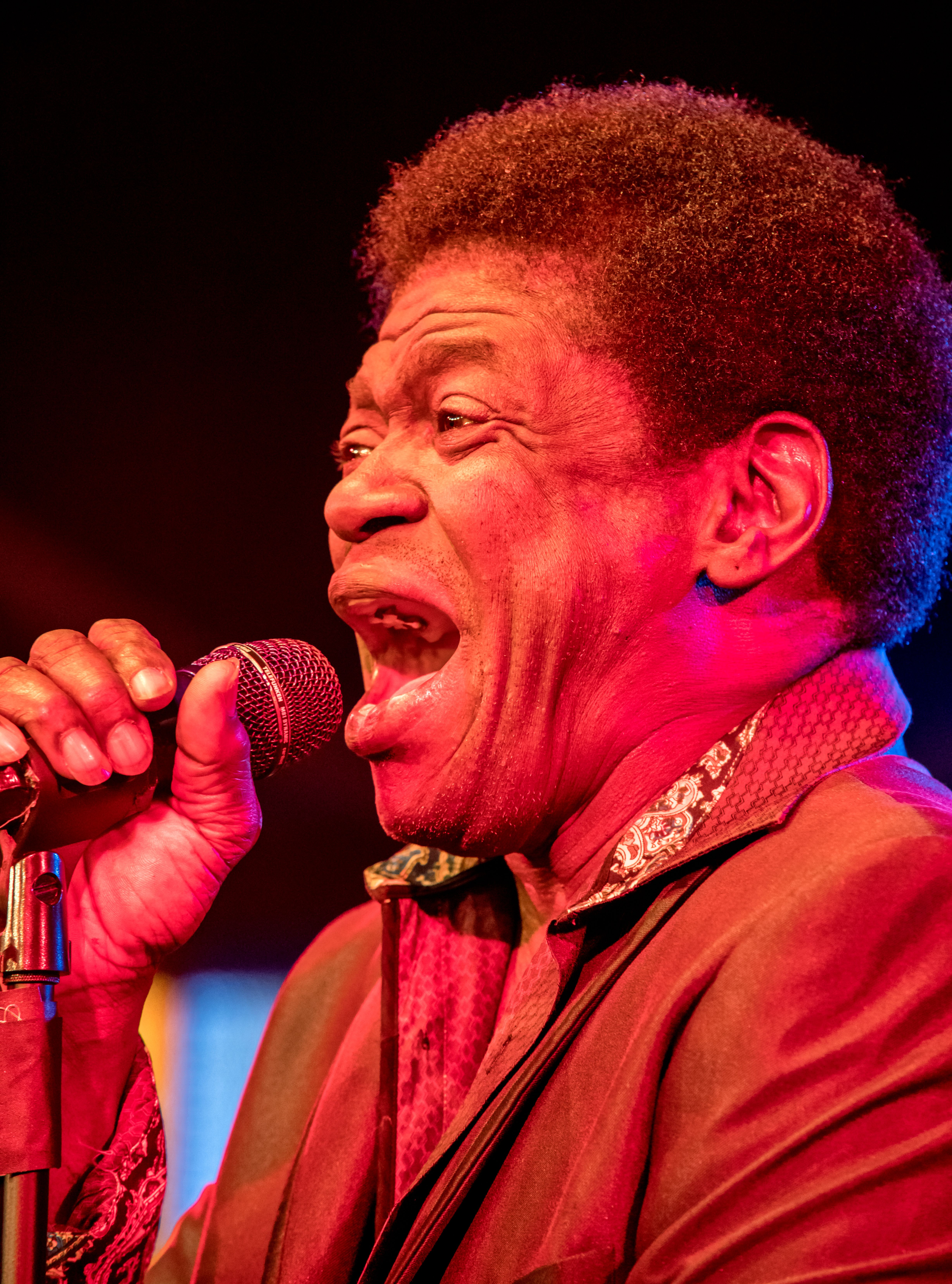
Charles Bradley, cantor americano

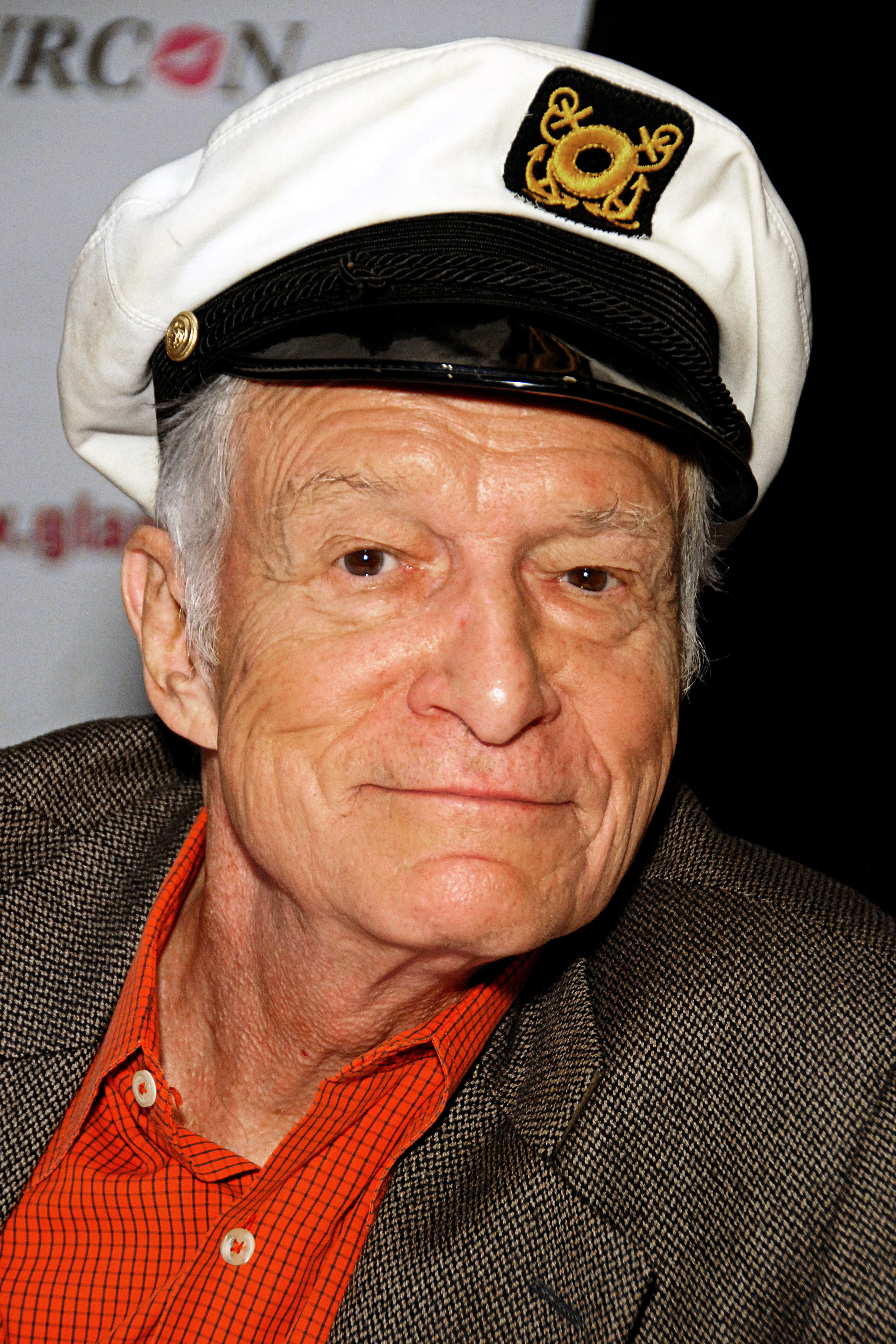
Hugh Hefner, empresário americano e fundador da revista Playboy

| Dia | Nome                           | Profissão ou motivo de reconhecimento             | Nacionalidade   | Ano de nasc. | Ref    |
| --- | ------------------------------ | ------------------------------------------------- | --------------- | ------------ | ------ |
| 1   | Shelley Berman                 | Ator e comediante                                 | Estados Unidos  | 1925         | [ 1 ]  |
| 1   | Charles Gordon-Lennox          | Membro da nobreza britânica                       | Reino Unido     | 1929         | [ 2 ]  |
| 1   | Cormac Murphy-O'Connor         | Cardeal e arcebispo                               | Reino Unido     | 1932         | [ 3 ]  |
| 3   | John Ashbery                   | Poeta                                             | Estados Unidos  | 1927         | [ 4 ]  |
| 3   | Walter Becker                  | Guitarrista, co-fundador do Steely Dan            | Estados Unidos  | 1950         | [ 5 ]  |
| 4   | Lev Lipatov                    | Físico                                            | Rússia          | 1940         | [ 6 ]  |
| 4   | Rogéria                        | Atriz                                             | Brasil          | 1943         | [ 7 ]  |
| 5   | Earl Lindo                     | Músico                                            | Jamaica         | 1953         | [ 8 ]  |
| 5   | Nicolaas Bloembergen           | Físico                                            | Países Baixos   | 1920         | [ 9 ]  |
| 6   | Nicolae Lupescu                | Futebolista e treinador                           | Roménia         | 1940         | [ 10 ] |
| 6   | Kate Millett                   | Escritora e ativista feminista                    | Estados Unidos  | 1934         | [ 11 ] |
| 6   | Lotfali Askar-Zadeh            | Matemático                                        | Azerbaijão      | 1921         | [ 12 ] |
| 6   | Carlo Caffarra                 | Cardeal                                           | Itália          | 1938         | [ 13 ] |
| 8   | Pierre Bergé                   | Empresário                                        | França          | 1930         | [ 14 ] |
| 8   | Blake Heron                    | Ator                                              | Estados Unidos  | 1982         | [ 15 ] |
| 9   | Velasio De Paolis              | Cardeal                                           | Itália          | 1935         | [ 16 ] |
| 10  | Len Wein                       | Desenhista                                        | Estados Unidos  | 1948         | [ 17 ] |
| 10  | René Laurentin                 | Teólogo                                           | França          | 1917         | [ 18 ] |
| 11  | António Francisco dos Santos   | Bispo                                             | Portugal        | 1948         | [ 19 ] |
| 11  | Peter Hall                     | Diretor de cinema e teatro                        | Reino Unido     | 1930         | [ 20 ] |
| 11  | Alberto Pagani                 | Motociclista                                      | Itália          | 1938         | [ 21 ] |
| 13  | Frank Vincent                  | Ator, músico e autor                              | Estados Unidos  | 1939         | [ 22 ] |
| 13  | Pete Domenici                  | Político                                          | Estados Unidos  | 1932         | [ 23 ] |
| 13  | Gonzalo Uriarte Audi           | Advogado                                          | Uruguai         | 1950         | [ 24 ] |
| 14  | Fernanda Borsatti              | Atriz                                             | Portugal        | 1931         | [ 25 ] |
| 15  | Pedro Irujo                    | Empresário e político                             | Espanha/ Brasil | 1930         | [ 26 ] |
| 15  | Harry Dean Stanton             | Ator                                              | Estados Unidos  | 1926         | [ 27 ] |
| 15  | Violet Brown                   | Supercentenária                                   | Jamaica         | 1900         | [ 28 ] |
| 15  | Albert Speer Filho             | Arquiteto                                         | Alemanha        | 1934         | [ 29 ] |
| 15  | Nicias Ribeiro                 | Político                                          | Brasil          | 1948         | [ 30 ] |
| 15  | Noel de Oliveira               | Político e comerciante                            | Brasil          | 1929         | [ 31 ] |
| 16  | Marcelo Rezende                | Jornalista e apresentador de TV                   | Brasil          | 1951         | [ 32 ] |
| 17  | Bobby Heenan                   | Comentarista e manager de luta livre profissional | Estados Unidos  | 1944         | [ 33 ] |
| 17  | Laudir de Oliveira             | Músico                                            | Brasil          | 1940         | [ 34 ] |
| 18  | Akiko Akazome                  | Escritora                                         | Japão           | 1974         | [ 35 ] |
| 19  | Jake LaMotta                   | Pugilista                                         | Estados Unidos  | 1921         | [ 36 ] |
| 19  | Massimo Natili                 | Automobilista                                     | Itália          | 1935         | [ 37 ] |
| 20  | John Nicholson                 | Automobilista                                     | Nova Zelândia   | 1941         | [ 38 ] |
| 21  | Liliane Bettencourt            | Empresária                                        | França          | 1922         | [ 39 ] |
| 23  | Charles Bradley                | Cantor                                            | Estados Unidos  | 1949         | [ 40 ] |
| 23  | Sebastião Navarro Vieira Filho | Político                                          | Brasil          | 1937         | [ 41 ] |
| 24  | Manuel da Silva Martins        | Bispo católico                                    | Portugal        | 1927         | [ 42 ] |
| 26  | Tony Booth                     | Ator e ativista                                   | Reino Unido     | 1931         | [ 43 ] |
| 27  | Hugh Hefner                    | Empresário                                        | Estados Unidos  | 1926         | [ 44 ] |
| 28  | Željko Perušić                 | Futebolista                                       | Croácia         | 1936         | [ 45 ] |
| 29  | Wianey Carlet                  | Jornalista                                        | Brasil          | 1949         | [ 46 ] |
| 29  | Solange Badim                  | Atriz                                             | Brasil          | 1964         | [ 47 ] |
| 29  | Célia                          | Cantora                                           | Brasil          | 1947         | [ 48 ] |